# Calouros do Ar Futebol Clube
Maillots
Dernière mise à jour : 1er février 2012.
Le Calouros do Ar Futebol Clube est un club brésilien de football basé à Fortaleza dans l'État du Ceará.

## Palmarès
- Championnat du Ceará
  - Champion : 1955